# Bandera de la Unión Económica Euroasiática
La Bandera de la Unión Económica Euroasiática es uno de los símbolos de la comunidad económica formada por los países euroasiáticos. Fue creada por un documento oficial sancionado por el bloque económico en 2014.

## Historia
Tanto la bandera como el emblema fueron establecidos en el ítem 20 del artículo 12 del Acuerdo para la creación de la Unión Económica Euroasiática, que fue ratificado el 29 de marzo de 2014. Los símbolos fueron publicados el 10 de octubre de 2014 por la decisión número 76 del Consejo Económico Supremo de Eurasia.

## Vexilología y descripción
De acuerdo al documento de creación y al Estatuto de Símbolos de la Unión Económica Euroasiática, los símbolos oficiales del bloque son la bandera de la Unión y el emblema de la Unión. La bandera tiene la imagen del emblema oficial de la Unión en el centro de un panel blanco rectangular, con dos colores en el medio: azul y dorado, lo cuales forman una figura dinámica en un reflejo simétrico, cuyo centro está conformado por el mapa de Eurasia en un círculo.
El color blanco de la bandera y la imagen del mapa de los Estados miembros reflejan la naturaleza pacífica de las actividades de la Unión. La proporción entre el ancho de la bandera y su tamaño es de 2:3.
La imagen del emblema de la Unión simboliza el deseo por la cooperación económica entre los Estados miembros. Azul es el símbolo de Europa, y dorado el de Asia. El círculo refleja los intereses comunes de las dos partes del mundo; la parte azul del círculo está en la parte dorada de la figura dinámica, y la parte dorada del círculo está en la parte azul de la figura dinámica. El emblema de la Unión debe estar al centro de la bandera de la Unión. Ambos símbolos deben corresponder exactamente con los emblemas sancionados.

## Usos oficiales
La bandera de la Unión y el emblema de la Unión deben ser ubicados:
- En edificios o instalaciones ocupados por cuerpos de la Unión;
- En edificios o recintos donde se lleven a cabo encuentros de los cuerpos de la Unión, durante el periodo en el que se implementen.[4]